# Ioan Taloș (etnolog)
Ioan Taloș, cu varianta Ion Taloș, (n. 22 iunie 1934, Prodănești, județul Sălaj (interbelic)) este un etnolog și autor român. A devenit profesor la Universitatea din Köln, după ce în România a obținut un doctorat și a desfășurat numeroase activități științifice.

## Viața și activitatea
Ion Taloș s-a născut la 22 iunie 1934, din părinții Gavril și Ilca (născută Taloș), din Prodănești, Sălaj. Instrucția începută în satul natal (1940-1944) și-a continuat-o la Școala Normală din Cluj (1945-1952), desăvîrșindu-și-o la Facultatea de Filologie a Universității din Cluj (1953-1957). În anul 1957 este angajat la colectivul de folclor al Institutului de Lingvistică din Cluj. Lucrează la alcătuirea Bibliografiei folclorice românești (1891-1918), devenind, mai tîrziu, colaborator pentru România la Internationale Volkskundlische Bibliographie, Bonn (1979-1984). Bursier al Fundației Humboldt la Deutsches Volksliedarchiv din Freiburg im Breisgau (1966-1967; 1970-1971). Secretar științific al Centrului de Științe Sociale al Filialei Cluj a Academiei Române (1968). A fost șeful Secției de etnografie și folclor din cadrul aceluiași centru (1969-1985). Doctor în filologie al Universității din București, conducător prof. dr. doc. Mihai Pop (1970). Lector de limba și literatura română la Universitatea din Köln (1978-1983), cu reveniri periodice în țară de circa șase luni anual. În 1985 a hotărît să ia calea exilului. Profesor asociat și apoi definitiv la Universitatea din Köln (începînd din 1985 pînă în prezent). Doctor docent (Privatdozent) și profesor la Facultatea de Filosofie a Universității din Köln (începînd din anul 1993). Profesor invitat al Facultății de Studii Europene, Universitatea Babeș-Bolyai din Cluj (2001-2004).
Membru în Societăți științifice internaționale: Société Internationale d’Ethnographie et Folklore (Paris), Kommission für Volksdichtung (Freiburg-Edinburgh), Deutsche Gesellschaft für Volkskunde (Göttingen), International Society for Folk Narrative Research (SUA). 
Cetățean de Onoare al Municipiului Cluj-Napoca. 

## Cărți
- Meșterul Manole. Contribuție la studiul unei teme de folclor european, [vol. I], București, Editura Minerva, 1973; vol. II, București, Grai și Suflet - Cultura Națională, 1997.
- Gîndirea magico-religioasă la români. Dicționar, București, Editura Enciclopedică, 2001.
- Petit dictionnaire de mythologie populaire roumaine[4], traducere în limba franceză de Anneliese et Claude Lecouteux, Grenoble, ELLUG, 2002.
- „Cununia fraților” și „Nunta Soarelui” sau incestul zădărnicit în folclorul românesc și universal. Studiu monografic și corpus de texte, București, Editura Enciclopedică, 2004).
- Lupta voinicului cu leul. Mit și inițiere în folclorul românesc, București, 2007.
- Valea Gurghiului. Monografie etnologică. Coordonatori: Ion Mușlea, Dumitru Pop, Ion Taloș. Ediția a doua îngrijită de Ion Cuceu, Cluj-Napoca 2008.
- Omul și Leul. Studiu de antropologie culturală. București: Editura Academiei 2013, 644 de pagini, ISBN 978-973-27-2286-2.
- Folclor spaniol/sefard în România. File de istorie culturală. București: Editura Hasefer 2017.
- D’Italica à Sarmizegetusa. Réflexions sur la culture populaire romane. București: Editura Academiei Române 2016.
- Ovidu Bîrlea - Ion Taloș: Corespondență 1963-1977. Ediție îngrijită de Andreea Buzaș. Introducere și note de Ion Taloș. Alba Iulia: Editura Centrului de Cultură „Augustin Bena” 2017.
- Împăratul Traian și conștiința romanității românilor. Cultură orală și scrisă din secolele XV-XX. Prefață de Ioan-Aurel Pop. Cu o anexă de Ion Taloș și Petre Florea. Cluj-Napoca, Editura Școala Ardeleană 2021 ISBN 978-606-797-739-4

## Traduceri
- Lucian Blaga, Antologie de poezie populară. Volksdichtung. Eine Anthologie, București, Grai și Suflet - Cultura Națională, 1995 (în colaborare).
- Brancaflôr. Märchen aus der Romania. Herausgegeben von Artur Greive und Ion Taloș. Mit einem Vorwort von R. W. Brednich. Shaker Media. Aachen 2009.
- Franz Obert, „Basme și legende românești din Ardeal”. Traducere din limba germanǎ dupǎ ediția Adolf Schullerus, studiu introductiv, note și anexe de Ion Taloș. Argonaut, Cluj-Napoca 2010
- Inzesterzählungen aus aller Welt

## Distincții
- Premio Internazionale di Studi Demoetnoantropologici G. Pitrè – S. Salomone Marino. Città di Palermo. Edizione 2003.
- Premiul „Timotei Cipariu” al Academiei Române pe anul 2004
- Premiul Ioana Petrescu al Filialei Cluj a Uniunii Scriitorilor din România pe anul 2014